# 卧龙岗
卧龙岗古称卧龙冈，位于中国河南省南阳市卧龙区卧龙岗街道，古代该地岗弯起伏，曲折回旋，势若卧龙而得名，又因為是诸葛亮出山辅佐刘备前的躬耕处而著称，是诸葛亮躬耕南阳的故址和纪念地，岗上有建于魏晋时期的武侯祠以及近代中国最大的汉画像石陈列馆南阳汉画馆。在文化带动经济的背景下，以“智谋天下、传奇卧龙”为核心理念的卧龙岗文化旅游产业集聚区的建设被南阳市政府提上议事日程。

## 历史
- 在卧龙岗祭祀诸葛亮始于晋朝，在唐、宋已经颇为兴盛。
- 元朝延祐四年（1317年），元仁宗命名南阳卧龙岗古建筑为武侯祠。
- 清朝康熙五十年（1711年），重修武侯祠，并且按照前人的“龙岗全图”重新興建了卧龙岗十景和卧龙书院。
- 当代卧龙岗保存着元、明及清时代的建筑物，以及汉代以来的碑刻、匾额及楹联等，其数量在全国各武侯祠中是最多的，其中收录有岳飞亲笔书写的诸葛亮前后《出师表》石刻。

## 规划
2010年南阳市编制了《南阳市卧龙岗文化旅游产业集聚区总体规划》，在车站南路以西、十二里河以东、武侯路以南、白河以北约10平方公里的范围内，建设南阳卧龙岗文化旅游产业集聚区。集聚区将由核心区、支撑区和延伸区组成。
核心区包括一岗（卧龙岗）、一祠（南阳武侯祠）、一馆（汉画馆），一谷（南都创意谷）和一园（躬耕天下园）。核心区有5项重点项目。其中的武侯祠保护提升工程，要将“卧龙书院”改造成诸葛亮的生平展示馆，在祠内空阔处点缀三国时期的农具和仿制的木牛流马。躬耕天下园，布置在武侯祠北墙外，占地120亩。诸葛庐文化主题酒店为核心建筑，附属建筑为《三国志》传统史学展览馆、《三国演义》文学艺术展览馆和躬耕休闲中心。南都创意谷，与汉画馆相邻，面积500亩。街区按照《南都赋》的描述，以御房即刘秀古宅为中心，乐都街、丽康道为主街道，独玉“珠联璧合”为标志符号，“玉池”为陪衬。沿街建筑均为汉代风格，分为玉艺术品、汉画、影视演艺和工艺美术4个创意村。

## 景点
- 南阳武侯祠：纪念诸葛亮之地。
- 汉画馆：是中国国家一级博物馆，展列了大量的汉代画像石刻。

## 图集

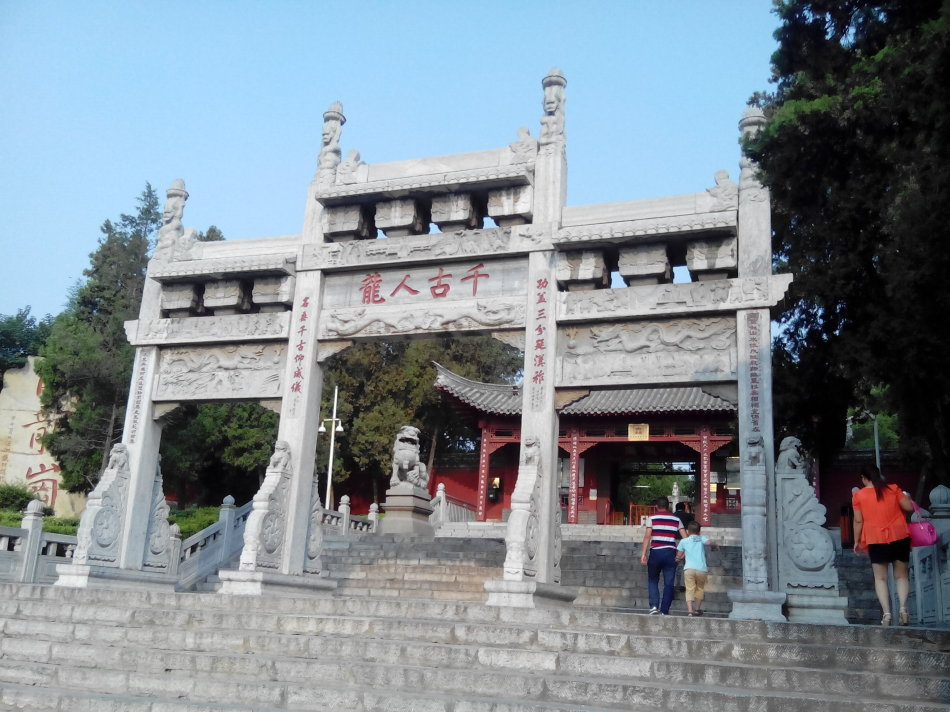
千古人龙
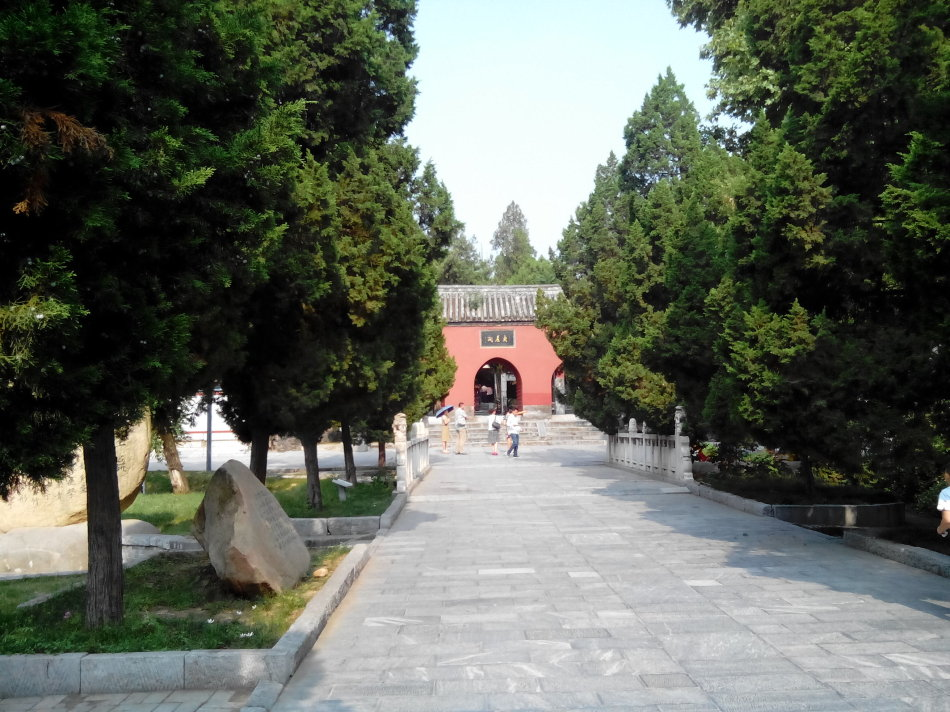
武侯祠
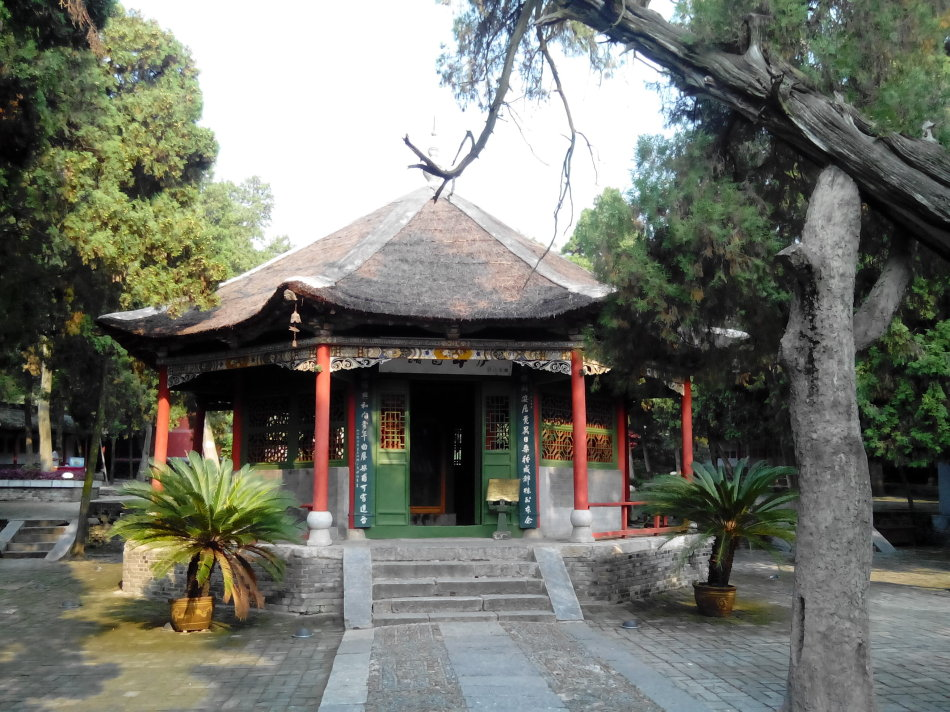
诸葛庐
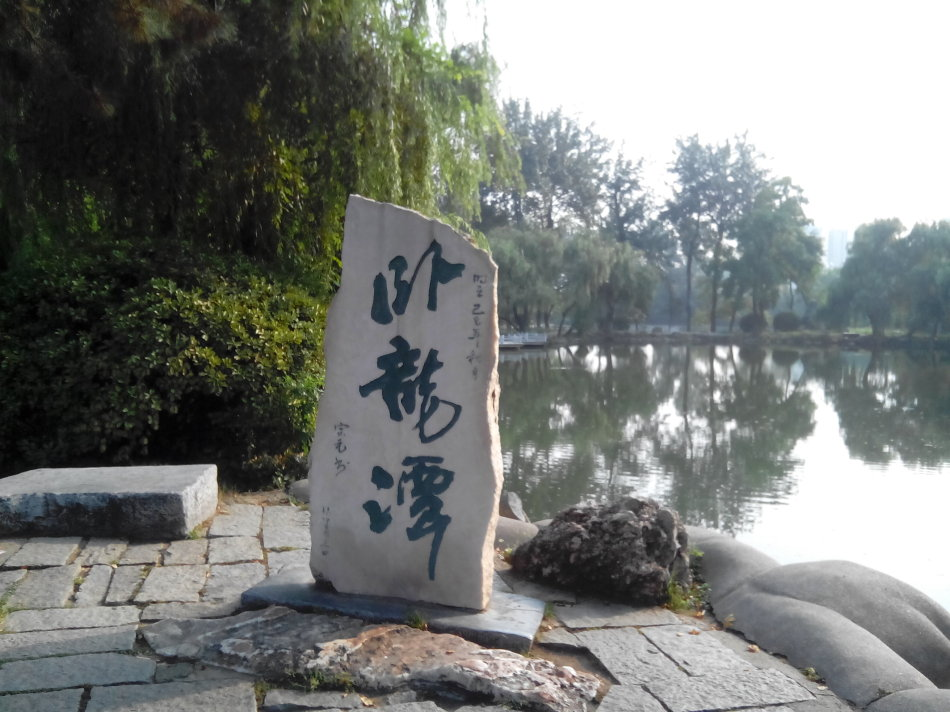
卧龙潭
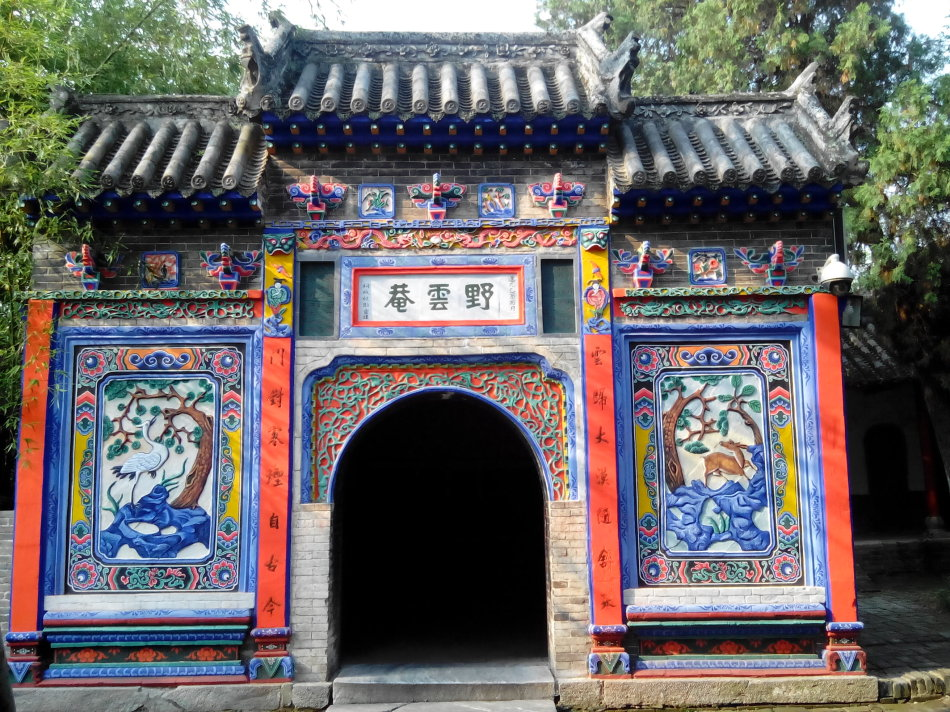
野云庵

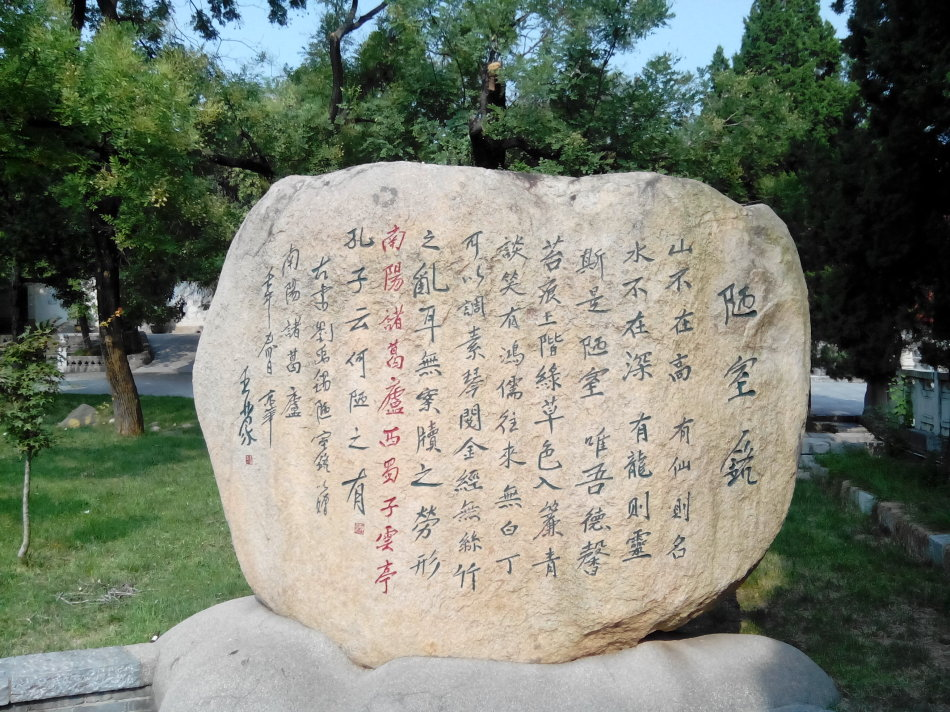
陋室铭石刻
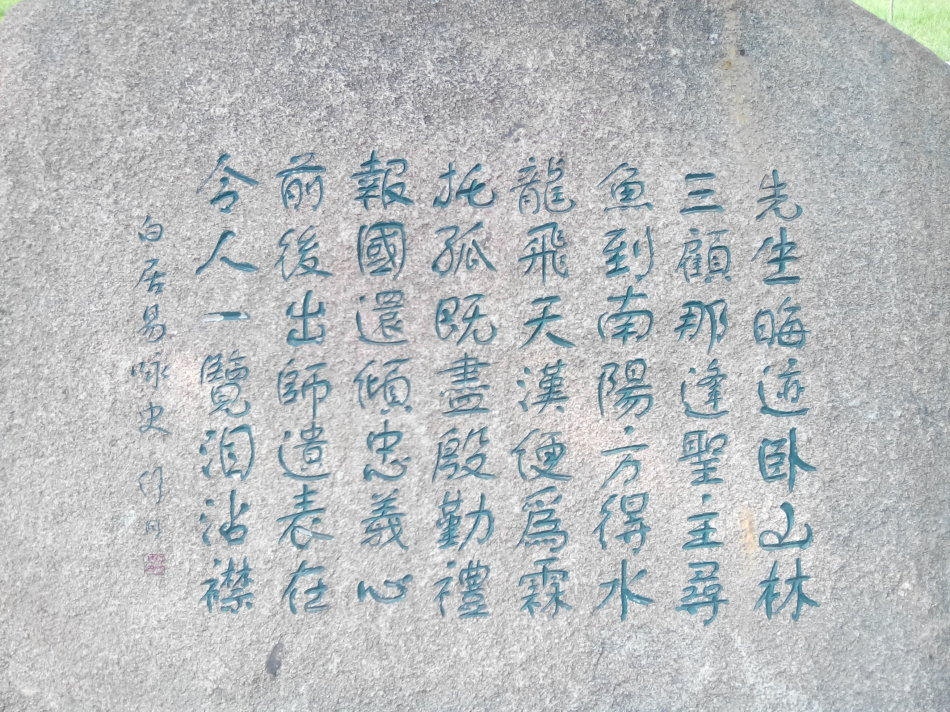
白居易咏诗
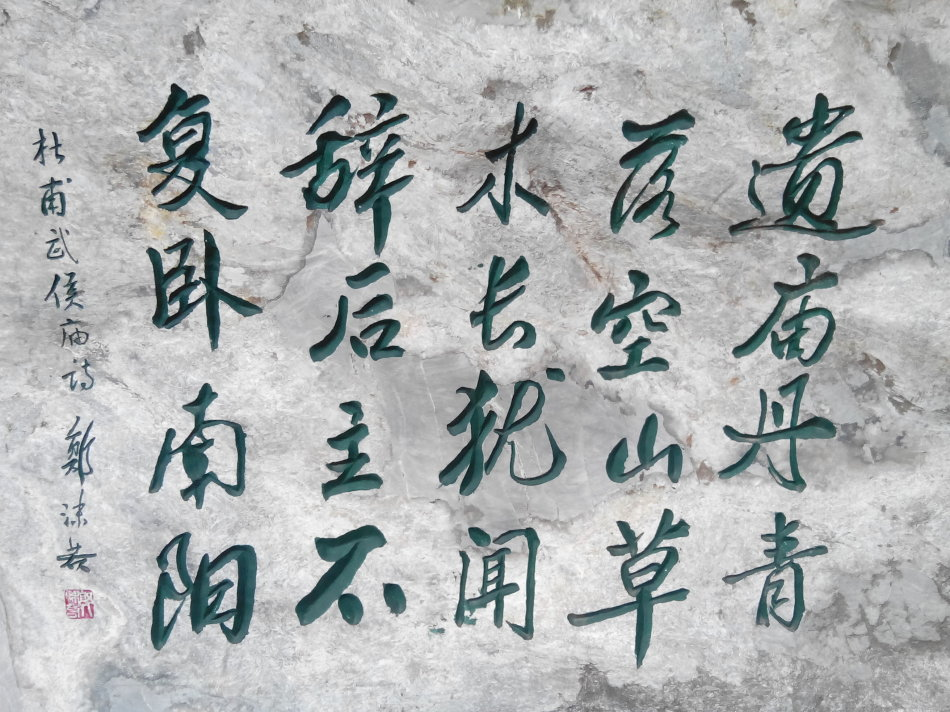
杜甫诗词
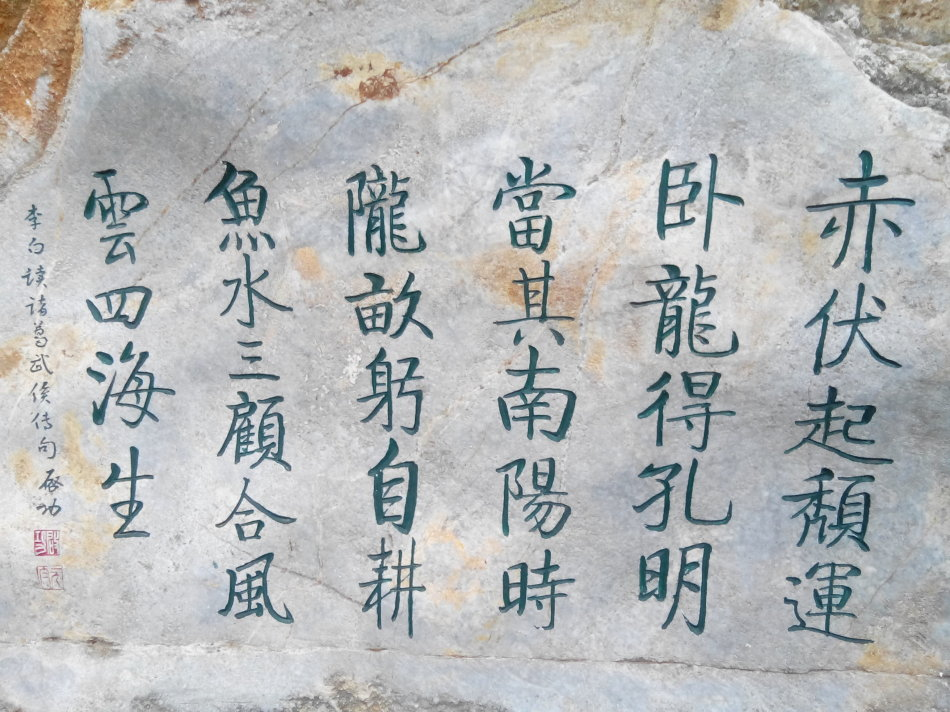
李白诗

## 相关文学
|                            | 汉道昔云季，群雄方战争。 霸图各未立，割据资豪英。 赤伏起颓运，卧龙得孔明。 当其南阳时，陇亩躬自耕。 鱼水三顾合，风云四海生。 |
| ——《读诸葛武侯传》—唐·李白 | |

|                        | 寂寂无憀九夏中，傍帘依壁待清风。 壮图奇策无人问，不及南阳一卧龙。 |
| ——《中夏昼卧》—唐·刘兼 |                                                                   |

|                        | 睡起东窗日已红，扶头宿酒未惺松。 南阳一梦何关醉，自爱终身作卧龙。 |
| ——《睡起三绝》—宋·岳珂 |                                                                   |

|                                         | 今年二月气候别，十日大雪寒于冬。 民人正坐冻馁苦，燕雀如何意味浓？ 风俗可知南北早，山河空锁百千重。 草堂欲作梅花梦，忽忆南阳有卧龙。 |
| ——《己丑二月三日大风雨雪 其二》—元·王冕 | |

|                        | 山横黛色枕平芜，树影萧疏汉月孤。 地据贼臣窥九鼎，天留元老峙三都。 出庐整顿千秋事，弹指髡钳两国奴。 故自断鳌四撑极，何殊赤帝抚雄图。 |
| ——《卧龙冈》—明·叶秉敬 | |

|                          | 卧龙一去已千载，此地隆然尚有冈。 庙食不随炎祚冷，陇耕犹认草庐芳。 三分遗恨江流在，八阵雄图战垒长。 暂憩星轺拜宇下，楚云忽散日生光。 |
| ——《谒武侯祠》—明·王体复 | |

|                        | 象床宝帐悄无言，草得降书又几番？ 两表涕零前出塞，一官安乐老称藩。 祠官香火三间屋，大将星辰五丈原。 异代萧条吾怅望，斜阳满树暮云蘩。 |
| ——《卧龙冈作》—清·舒位 | |